# 列普沙河
列普沙河是俄羅斯的河流，屬於莫沙河的右支流，由阿爾漢格爾斯克州負責管轄，河道全長168公里，流域面積1,680平方公里，河水主要來自融雪，每年十月至翌年四月結冰。